# ロドニー (戦艦)
ロドニー (英語: HMS Rodney, 29) は、イギリス海軍が海軍休日時代に建造した戦艦。
ネルソン級戦艦の2番艦。
艦名は、ジョージ・ブリッジス・ロドニー提督に因む。
日本においては「ロドネー」、
「ロドネイ」
などの表記がある。

## 概要
戦艦ロドニー (HMS Rodney, 29) は、第一次世界大戦後にイギリスがワシントン海軍軍縮条約にもとづいて建造した条約型戦艦。
ネルソン級戦艦の2番艦。1927年（昭和2年）末に竣工した。16インチ（40センチ砲）9門（三連装砲塔三基）を艦体の前方に集中させた特異な外観をもつ。
「世界一美しい軍艦」「大英帝国の象徴」と謳われた同世代の巡洋戦艦フッド (HMS Hood) にくらべ、ネルソン級戦艦に対する美的評価は芳しくなかった。
1939年（昭和14年）9月の第二次世界大戦勃発時、ネルソン級2隻は本国艦隊に所属しており、ドイツ海軍の通商破壊艦（ポケット戦艦、シャルンホルスト級）に備えた。
1940年（昭和15年）4月上旬から6月上旬にかけて、ノルウェーの戦いに参加した。
1941年（昭和16年）3月16日、ロドニーはベルリン作戦に従事中の高速戦艦グナイゼナウと遭遇したが、逃げられた。
同年5月下旬、ロドニーは機関修理のため輸送船護衛を兼ねてアメリカ合衆国に向かう途中、ビスマルク追撃戦への参加を命じられる。5月27日朝、僚艦と協力して戦艦ビスマルクを撃沈した（ビスマルク最期の戦闘）。
ボストンで修理後、H部隊に編入される。ネルソン級2隻は地中海戦線に投入され、ロドニーは修理期間を挟みつつ、マルタ島への輸送作戦に従事した。1943年（昭和18年）9月のイタリア降伏で地中海戦線に区切りがつくと、イギリス本国に戻った。1944年（昭和19年）6月のノルマンディ上陸作戦支援をおこなう。酷使されて老朽化が進んでいた本艦は太平洋戦線に投入されず、間もなく予備艦になった。1948年（昭和23年）2月に売却され、解体された。

## 艦歴

### 第二次世界大戦以前
ネルソン級戦艦は1922年（大正11年）のワシントン海軍軍縮条約下で建造された条約型戦艦である。
軍縮条約の既定により、排水量は35,000トンまで制限されていた。
また主砲の最大口径も16インチ（約40cm）に制限された。3基の3連装16インチ砲塔は全て艦前方に配置され、副砲は艦後部に配置されている。N3型戦艦 (N3-class battleship) やG3型巡洋戦艦 (G3-class battlecruiser) を縮小したような艦型であった。
魚雷発射管は艦首にある。
ヴァイタル・パートの集中化によって重防御を実現したものの、速力を23ノットに抑えざるを得なかった。
このようなデザインは非常に斬新的で、列強各国の注目を集めた。
1936年以降に新世代の戦艦が就役するまでの海軍休日 (Naval Holiday) において、40cm砲を搭載したネルソン級2隻、長門型2隻、コロラド級3隻、合計7隻の超ド級戦艦は世界七大戦艦（或いはビッグ・セブン）と謳われた。
その中でも、G3型巡洋戦艦をベースにした最新のネルソン級2隻は最強と見做されていた。
ロドニーは1922年（大正11年）12月28日、キャメル・レアード社バーケンヘッド造船所で起工した。アームストロング社で建造された姉妹艦のネルソンと、同日の起工であった。ロドニーは1925年（大正14年）12月17日、進水。命名式にはメアリー王女（プリンセス・ロイヤル）が立ち会った。
1927年（昭和2年）11月10日に就役した。建造費は7,617,000ポンドに上る。1929年（昭和4年）にはジョージ・キャンペル・ロス少佐（アーチボルド・ロス卿の息子）が艦長に就任した。
就役後は第二次世界大戦が勃発する1939年（昭和14年）9月まで本国艦隊及び大西洋艦隊で活動する。1931年（昭和6年）には乗員がネルソン乗員と共にインバーゴードン反乱に参加した。1937年（昭和12年）5月20日、イギリスはジョージ6世戴冠記念観艦式を実施、ネルソン級2隻も参列した。同年、イギリスはシンガポールを根拠地とする太平洋艦隊を新編することを検討し、各艦隊から主力艦4隻（ロドニー、ロイヤル・サブリン、フッド、レパルス）や巡洋艦多数を引き抜いて極東に派遣する計画をたてたが、実現しなかった。

### 第二次世界大戦
1939年（昭和14年）9月に第二次世界大戦が勃発したとき、ネルソン級戦艦2隻は本国艦隊（司令長官フォーブス提督）麾下の第2戦艦戦隊に所属していた。エドワード・ネヴィル・サイフレットがロドニー艦長を務めていた。劣勢のドイツ海軍は、ポケット戦艦や仮装巡洋艦を大西洋に放ち、通商破壊作戦を実施した。
11月23日、大西洋に進出してきたシャルンホルスト級戦艦2隻が、イギリス軍の補助巡洋艦（仮装巡洋艦）ラワルピンディ (HMS Rawalpindi) をフェロー諸島沖海戦で撃沈した。
イギリス海軍は敵艦をポケット戦艦ドイッチュラント (Deutschland) と判断する。
イギリス本土所在のネルソン級戦艦2隻、巡洋戦艦ダンケルク（フランス海軍）および巡洋戦艦フッドを出撃させると共に、船団任務に従事中の戦艦ウォースパイト (HMS Warspite) や巡洋艦を、敵通商破壊艦の捜索に投入した。英海軍の大捜索は、空振りで終わった。
12月後半、ロドニーは操舵装置の問題を改修するためドック入りした。

スーパーマリン ウォーラスの運用

1940年（昭和15年）4月初旬、イギリス軍もドイツ軍も中立国ノルウェーに注目していた。ドイツ軍はヴェーザー演習作戦を発動し、ノルウェーの戦いがはじまった。イギリス軍もノルウェーへの機雷敷設と占領を計画してウィルフレッド作戦とR4計画を準備していたが、ドイツ軍に先を越された格好になった。しかもノルウェーにむかうドイツ艦隊の行動を通商破壊作戦と判断し、対応が遅れた。
4月9日、ノルウェーのカーモイにおいてドイツ軍機による攻撃を受け、500kg爆弾が直撃した。爆弾は装甲甲板を貫通したものの、不発であった。10日、本国艦隊司令長官フォーブス提督は戦艦3隻（ロドニー、ウォースパイト、ヴァリアント）、空母フューリアス (HMS Furious, 47) 、重巡3隻（ヨーク、デヴォンシャ―、バーウィック）などを直接指揮する。本国艦隊主力艦は、ドイツ海軍の巡洋戦艦や重巡を撃沈できなかった。
連合軍はナルヴィクで孤立したドイツ軍を撃滅するためノルウェーに上陸したが、一進一退の戦いが続いた。さらに欧州戦線ではフランスの降伏によりダンケルク撤退（ダイナモ作戦）をおこなうことになり、ノルウェーからも撤退する。6月上旬、連合軍はアルファベット作戦を発動して撤退作戦をおこなうが、英空母グローリアス (HMS Glorious, 77) と駆逐艦2隻がユーノー作戦従事中のシャルンホルスト級戦艦2隻と遭遇し、撃沈されている（ノルウェー沖海戦）。連合軍の撤退作戦そのものは成功した。
同年9月13日、ドイツ軍によるイギリス侵攻に備えて、ロドニーはスカパ・フローからロスサイスに移動した。
10月下旬、ポケット戦艦アドミラル・シェーア (Admiral Scheer) がドイツ本国を出発、デンマーク海峡を突破して大西洋に進出し、イギリス海軍の懸念材料となった。11月15日、シェーアはHX84船団を襲い、補助巡洋艦ジャーヴィス・ベイ (HMS Jervis Bay) と商船5隻を撃沈した。イギリス海軍は、巡洋艦や駆逐艦のほかに主力艦5隻（ネルソン、ロドニー、フッド、レナウン、レパルス）をポケット戦艦捜索に駆り出した。さらに、大西洋を横断する輸送船団に、護衛として戦艦1隻を付随させる方針が決まる。英海軍は、ロドニーすら船団護衛任務に投入せざるを得なくなった。11月から12月にかけて、イギリスとカナダ間の船団護衛任務に従事した。
1941年（昭和16年）1月下旬、ギュンター・リュッチェンス提督が指揮するシャルンホルスト級戦艦が、ベルリン作戦により大西洋へ乗り出した。イギリス海軍は、またもやドイツ通商破壊艦の捜索に大艦隊を投入する。その中に、ネルソン級2隻と最新鋭の戦艦キング・ジョージ5世 (HMS King George V) の姿もあった。北大西洋で船団護衛中の3月16日、ロドニーはシャルンホルスト級戦艦2隻と遭遇する。ロドニーは戦艦グナイゼナウ (DKM Gneisenau) に対し「艦名を知らせよ」と問いただした。グナイゼナウ（リュッチェンス提督旗艦）が英軽巡エメラルド (HMS Emerald，D66) の識別番号を返信したので、ロドニーは砲撃を控えた。この隙にグナイゼナウは最大速力を発揮して逃走し、23ノットしか発揮できないロドニーは追いつけなかった。

### ビスマルク追撃戦
1941年（昭和16年）5月、ハミルトン卿（ロドニー艦長）の指揮下、ロドニーと駆逐艦複数隻はカナダへ向かう客船（兵員輸送艦）ブリタニック (RMS Britannic) の護衛を命じられる。ロドニーは、ボストンで改修を受ける予定だった。機関故障により片舷一軸推進となっていたロドニーは、早急な修理が必要であった。さらに500名ほどの兵士と、アメリカ海軍の将校2名も乗せていた。
任務途中の5月24日、ロドニーはドイツ戦艦ビスマルク追撃戦への参加を命じられる。リュッチェンス提督が指揮するドイツ軍艦2隻（ビスマルク、プリンツオイゲン）はデンマーク海峡海戦で巡洋戦艦フッド (HMS Hood) を撃沈してランスロット・ホランド中将を葬り、戦艦プリンス・オブ・ウェールズ (HMS Prince of Wales) を撃破して後退させた。ブリタニックの護衛に駆逐艦エスキモ－を分派し、ロドニーは駆逐艦3隻（ソマリ、タータ―、マショーナ）を引き連れてビスマルク迎撃にむかった。ロドニーは「ビスマルクがフランスに向かっている」という想定で独自行動をとった。

ビスマルク包囲網とイギリス部隊の航跡

ビスマルク追撃戦の最中、イギリス海軍軍令部はロドニーに対し、本国艦隊司令長官ジョン・トーヴィー大将が率いる本隊に合流するよう命じた。5月26日、ロドニーは本国艦隊旗艦の戦艦キング・ジョージ5世 (HMS King George V) および護衛部隊と合流する。駆逐艦は燃料が不足したため、トーヴィー提督はそれらに帰還を命じた。このとき、もともと低速の上に機関故障を抱えていたロドニーは、キング・ジョージ5世が発揮する22ノットについてゆけなかった。
ビスマルクはイギリス艦隊の追跡を振り切りかけていたが、H部隊の空母アーク・ロイヤル (HMS Ark Royal, 91) から発進したソードフイッシュの雷撃で舵を破壊され、進退窮まった。
5月27日朝、新鋭戦艦キング・ジョージ5世（トーヴィ―提督旗艦）、戦艦ロドニー、重巡洋艦ノーフォーク (HMS Norfolk, 78V)  、重巡ドーセットシャー (HMS Dorsetshire, 40) はビスマルクと遭遇する。
ビスマルクは英国艦隊との砲戦序盤においてロドニーの砲撃により前部2基の主砲が1弾によって沈黙、さらにノーフォークが放った1弾によって前部射撃指揮所を直撃され、射撃指揮ができなくなった。砲撃指揮を引き継いだ後部射撃指揮所は、目標をロドニーからキング・ジョージ五世に変更した。それまでに、ビスマルクの主砲第三斉射がロドニーを夾叉し、断片が右舷の高角砲射撃方位盤室に被害を与えた。またロドニー自身の主砲発射の衝撃で各部に損傷が生じ、甲板では漏水が始まって防水処置を行わねばならなくなった。

しかしトーヴィー戦隊は決定的な被害を受けることなく、各艦の砲撃はビスマルクの装備を破壊して抵抗手段を奪っていった。火達磨のビスマルクに直撃弾は続き、1番砲塔が完全に破壊されてその破片が2番砲塔を破壊、ロドニーの16インチ砲弾が2番砲塔（ブルーノ）に再度命中し、砲塔後部を吹き飛ばした。復讐の念にかられた英国艦隊はこの後も砲撃と魚雷攻撃を続行し、最後はドーセットシャーによる雷撃によってビスマルクを撃沈した。その後ロドニーは燃料切れにより戦場を離脱、ノーフォークなどと共にクライドに到着した。
ビスマルクとの交戦において、ロドニーはビスマルクの艦首をジグザグに横切りながら魚雷攻撃も行い、艦首水中発射管から24.5インチ魚雷を合計8本発射してビスマルクの左舷中央部に1本の命中を観測した。この雷撃は致命傷にはならなかったものの、作家のルドヴィック・ケネディによると、「もし本当ならば、史上唯一戦艦が他の艦を雷撃した例である」という。

### H部隊で

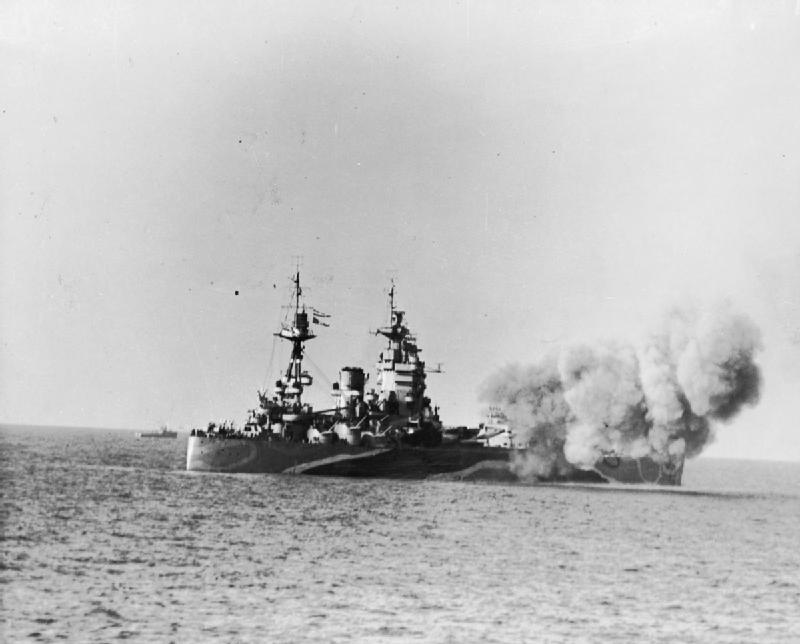
ノルマンディー上陸作戦時にカーン沖で艦砲射撃を行う本艦。

ビスマルク戦後、アメリカ合衆国のマサチューセッツ州ボストンで主機の修理を受ける。9月にジブラルタルでH部隊 (Force H) に配属されたロドニーは、マルタ島への輸送船団を護衛する（ハルバード作戦）。戦艦3隻（プリンス・オブ・ウェールズ、ネルソン、ロドニー）と空母アーク・ロイヤル (HMS Ark Royal, 91) が参加する大規模輸送作戦であった。イタリア艦隊との砲撃戦は実現しなかったが、輸送作戦は成功し、マルタは急速に立ち直った。
11月に帰国し、一ヶ月間アイスランドに配置されて北極海の警備任務に従事した。その後1942年（昭和17年）5月まで修理、改修が行われた。作業完了後、ふたたび地中海戦線に派遣された。マルタ島攻防戦で窮地に陥っていたイギリス軍は、ジブラルタルからマルタへむかう輸送船団を編成した。ネルソン級2隻と空母3隻（ヴィクトリアス、インドミタブル、イーグル）などは、8月中旬のペデスタル作戦に参加した。このペデスタル作戦以後、マルタ島の防備は盤石になった。10月下旬、連合軍は第二次エル・アラメイン会戦でロンメル元帥が率いる枢軸軍に勝利する。11月上旬、ロドニーはトーチ作戦に参加した。
北アフリカ戦線で連合軍の優勢が明確になると、1943年（昭和18年）7月のハスキー作戦にともなうシチリア島上陸、サレルノ上陸の支援を行う。同年10月からは本国艦隊に所属し、1944年（昭和19年）6月にはノルマンディ上陸作戦に参加、カーンとオルダニー島への攻撃を行った。9月にはムルマンスクへの船団護衛任務に従事した。
ロドニーは、1942年以降オーバーホールなしで156,000海里以上の距離を航海した。頻繁な機械故障および姉妹艦のネルソンとは異なり近代化が行われなかったこともあり、ロドニーはスカパ・フローで予備役となり、乗組員は新型艦に配属された。なお1944年12月のクリスマス週間の食事メニューが残っている。ロドニーは1948年（昭和23年）2月にスクラップとして売却されるまで同所で保管された。その後3月26日にインバーキーシングで解体が開始された。

## 主な活動
ノルウェー防衛戦
大西洋船団護衛
ビスマルク追撃作戦
地中海輸送掩護
北アフリカ
南イタリア
ノルマンディー上陸作戦など

## ギャラリー

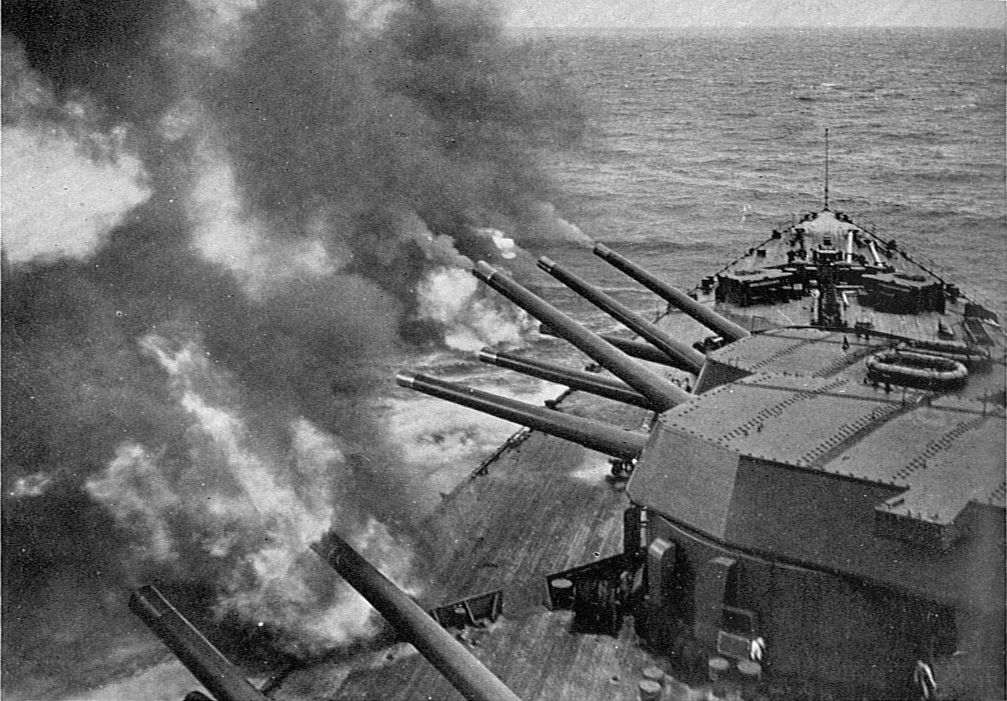
斉射時を捉えた一枚。1936年撮影
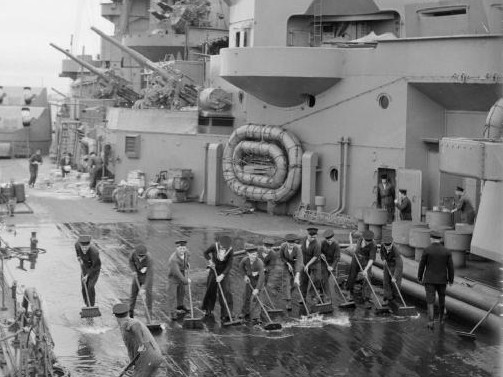
甲板を掃除する水兵。1940年8月撮影
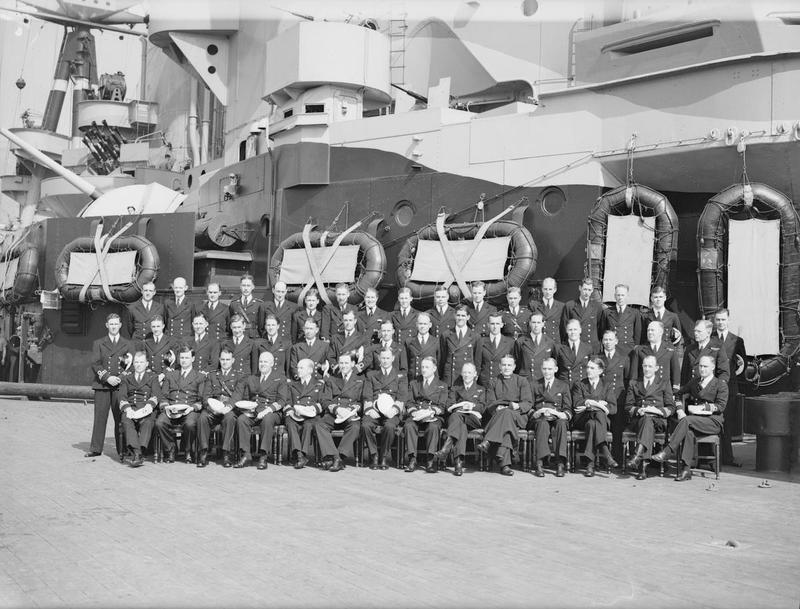
士官の集合写真。1943年4月、ジブラルタルにて

## ロドニーのプラスチックモデルキット
- 1/700 ウォーターライン、No:77502 イギリス海軍 戦艦ロドネイ[149]

プラスチックモデル組み立てキット。ウォーターラインシリーズ。

### 注
1. ↑  戰艦“ロドニー　Rodney”[1]　全要目{排水量33,000噸　速力23節　備砲 40糎砲9門 15糎砲12門 10糎高角砲6門　魚雷發射管2門(61糎)起工1922年12月 竣工1927年12月　建造所カンメル・レヤード造船所}　以上の主要目の外に3ポンド砲4、小砲26を有す。“ネルソン”と共に英國の誇る40糎砲塔搭載戰艦である。速力23節の軸馬力45,000馬力。全長213.96米、幅32.30米、平均喫水9.14米。／英國海軍が世界大戦で得た尊い經驗と研究が遺憾なく所々に現はれてゐる。40糎主砲9門を三聯装として之をすべて艦の前部に集めてこゝに主砲々臺を形成し、15糎砲は又後部兩舷に集めてこゝに副砲々臺を形成してゐる等の點は、從來の戰艦と對照して特に目立つ。この装備砲については各國で色々な論議もあるやうであるが、保守的な英國の思ひ切つたこの改良は相當根據ある大英斷に相違ない。
2. ↑  巡洋戦艦フッドの姉妹艦（アドミラル級巡洋戦艦）のうち、1隻は「ロドニー」と命名される予定だった[6]。
3. ↑  一、主力艦(略)[9] (二)改装艦　英米兩國ニ於ケル主力艦改装状況ノ概要次ノ如シ　米國ハ現有主力艦一五隻ノ中一〇隻ハ既ニ改装ヲ終リ「テネシー」以降ノ五隻ハ改装見合セノ状況ニ在リ、英國ハ「フード」「ネルソン」「ロドネー」ヲ除ク一二隻ニ改装工事或ハ大修理工事等施行済ナリ(以下略)
4. ↑  【列國の戰艦】[10]以上、我が無敵海軍の戰艦について述べたが、次に、世界各國の戰艦について見るに、イギリス海軍の戰艦は一五隻あつて、「ロドネー」と「ネルソン」が中で一番強く、四〇糎砲九門を備へ、攻撃力は世界一であるといふ。然し水線の前と後が無防禦であるから、これがこの艦の弱味である。／アメリカ海軍の戰艦は、イギリスと同じく一五隻で、四〇糎砲を備へてゐるのは、「メリーランド」、「コロラド」、「ウエスト・バージニヤ」の三隻である。二一節の速力で、爆撃に對しても仲々強い抵抗力を持つてゐる。
5. ↑  〔英國〕戰艦ネルソン[14]　全長702呎　幅106呎　吃水30呎　排水量35,00噸　速力23節　備砲(16吋-9門 6吋-12門 4.7吋高角-6門)　魚雷發射管2門　竣工1927年7月　　本艦は姉妹艦ロドネイと共に華府條約後に設計建造せられたる世界最初最新の主力艦である。大戰の教訓を最もよく味つてゐる英國がその智力を盡して設計したものである。主砲を三聯装にしたことは米伊に於て既に採用してゐる所で敢て奇とするにたらぬが、その全部を前部甲板に集めたことは正にドレッドノート以來の大革命で、その他中央に設けた巨大なる塔状の諸式装置、副砲の配備等從來のものと異り頗る奇觀を呈してゐる。
6. ↑  「ロドネェイ」と表記されることもある[15]。
7. ↑  英吉利　戰艦ロドネェイの側舷(一九二七年八月竣工)[16]　排水量三三九〇〇噸、時速二三節。建造に要せるは實に七百四十八萬八千二百七十四ポンドの巨額である。ネルソン號と同様、普通定員は一三一四、旗艦たる際には一三六一名。(上圖)
8. ↑  戰艦“ロドニー　Rodney”[4]　全要目{排水量33,900噸　速力23節　備砲 40糎砲9門 15糎砲12門 10糎高角砲6門　魚雷發射管2門(61糎)起工1922年12月 竣工1927年12月　建造所カンメル・レヤード造船所}　排水量が400噸多くなつてゐるが、ネルソンの姉妹艦で、提督ロドニーの名にちなんでゐる。この艦型は英國海軍が世界大戦で得た尊い經驗と研究を餘すところなく體現したもので、主砲9門を前部に集中したのも煙幕と機雷の發達により将来の海戰では追跡戰はないといふ卓越せる意見によつたもので、各國でも色々な論議もあるやうである。歐州ではこれらの最新艦を中心に次の時代の戰艦について喧かましい討論がつゞけられてゐる。
9. ↑  戰艦“ネルソン　Nelson”[19]　全要目{排水量33,500噸　速力23節　備砲 40糎砲9門 15糎砲12門 10糎高角砲6門　魚雷發射管2門(61糎)起工1922年12月 竣工1927年6月　建造所 アームストロング社}　英國海軍の至寶戰艦としてその名ネルソンとともに英國民の渇仰の的であり、わが陸奥、長門と對抗する40糎主砲の大戰艦である。主砲の装備法もその前檣も思ひ切つた進化振りで副砲また双聯砲塔で後部兩舷にある。全長216.90米、幅32.30米、平均喫水9.14米。速力23.0節の軸馬力45,000馬力、魚雷發射管は艦首に配置され、檣楼と上甲板は對空兵装に一分のすきもない。佛伊の新戰艦が多少ともネルソンを模倣したものであることは、注目すべきことである。
10. ↑  八、建艦休日と主力艦の近代化[23]　一九二一年ワシントン條約の成立は世界の五大海軍國に主力艦に關する十年間の建艦休日を課した。但し協定の結果、我が戰艦陸奥復活の代償として、米國はメリーランド級戰艦コロラド及びウエストヴアージニア二隻の建造續行權を得、英國はロドネー及びネルソン二戰艦の新建造權を獲得して順次にこれを實行した。
　ネルソン級戰艦は日米の超々ド級戰艦に較べて數年新しい設計になるものである故、流石に一段と優れた性能を持つてゐるのが看取される。即ち　排水量三三,五〇〇噸　主砲 四五口徑十六吋砲九門(三聯装三砲塔)　舷側装甲一四吋　甲板装甲六.五吋　速力二三浬　であつて、その特異なる構造としては、主砲を三聯装三砲塔に収め、これを艦の中央線上中央部に近く纏めて配置した點が目立つが、大重量の砲塔を悉く中央に集中したことは英國海軍獨特の設計であつて、艦の構造を強化する上に大に役立つばかりでなく、齋射時に於ける艦の動揺を極度に減少する効果があるものと見られてゐるが、何分後甲板に一つも主砲塔がないために、艦の後半部は偉容の中心を失つて尻切蜻蛉の感があり、煙突は後ろに退つて恰も給油特務艦の如く、在來の艦型ばかりを見慣れた素人の眼には、怪物といふ以外何處にも新鋭艦にふさはしい均整美を認め難いので、口善惡ない批評家から「世界最醜惡の姉妹」とまで酷評されてゐる。
然し此板額型戰艦は大體同噸數の長門、メリーランド級に較べて、主砲數に一門の優越を矜り、舷側装甲に甲板防禦に更に一段の強化を示し、殊にその測距儀は一二.五ｍに及ぶ基線を有し、現在世界最大のものであるのみならずまた最緻のものであると言ふに至つては、彼女を凡庸なる一醜女とばかり輕視することは出來ないであらう。(第八圖)
　ネルソン級戰艦の後甲板に一門の主砲を装備されてゐないことは、若し敵に眞後ろから追撃された場合、これを撃攘する手段に困りはしないかと云ふ心配がありさうに思はれるが、そこには流石に巧みな應酬手段が潜んでゐる。即ち此の様な場合には逃げる方は艦尾から機雷を落しながら退却する故、敵は眞後からは追撃することが出來ず、必ず斜後方から追躡するにきまつてゐる故、主砲を斜後方に廻して充分これを撃攘し得るといふのである。
　機雷は日露戰爭の頃までは、定位置に潜んで敵の來觸を待つといふ防禦専門の兵器であつたが、近頃に至つては次第に攻撃的色彩をも帶ぶるに至り、各國は普通の機雷敷設艦の外に快速を持つ敷設巡洋艦を有し、主力艦隊の海戰中時機を見てその快速を利用し、敵艦隊の針路前方に機雷を撒布し、その陣形を亂す戰術を考案してゐるが、フランスのエミール・ベルタン(五,八〇〇噸 三四浬)などはその最も代表的のものである。
　現在世界の海に浮んでゐる十六吋砲装備の超々ド級戰艦は上記の如く、我が長門、陸奥、米國のメリーランド、コロラド、ウエストヴアージニア、英國のロドネー及びネルソンの七艦であつて、これを世界の七大戰艦と稱し、恰も三國海軍勢力の表徴であるかの如くに觀られてゐる。(以下略)
11. ↑  5月27日朝の戦闘でロドニーと共に戦ったのは、戦艦キング・ジョージ5世（本国艦隊旗艦）、重巡ノーフォーク（ウォーカー少将旗艦）とドーセットシャーであった[31]。
12. ↑  ロドニーが参加した輸送作戦（一例）：1941年（昭和16年）9月のハルバード作戦[33]、1942年（昭和17年）8月のペデスタル作戦など[34]。
13. ↑  (前略)第二艦の「陸奥」は華府會議の際既に竣工してゐたにも拘らず、米國が未成艦なりと主張して譲らなかつた爲に喧ましい問題となり、遂に「陸奥」を生かす代りに、米國は當時建造中の十六吋砲戰艦「コロラド」「ウェスト・ヴァージニア」の二艦を生かし、英國は新たに「ネルソン」「ロドネー」の十六吋砲戰艦二隻を建造することになつて鳧がついたことは有名な史實である(以下略)[38]。
14. ↑  英吉利　戰艦ネルソン號(一九二七年六月竣工)[41]　排水量三三五〇〇噸、時速二三節。同型のロドネェイと共に一九二二・三年度豫算の下に二二年十二月起工されたが、孰れも二一年度規定の四八〇〇〇噸級戰闘巡洋艦の縮小されたもので、華府條約に依り一六吋砲三基を有する砲塔が装備された。
15. ↑  列國の軍艦(日本略) b 英國/英國戰艦ロドネー、ネルソン[42]　英國は我が國と同じく巡洋戰艦なる高速戰艦を有することが、米國に比し一種の優越と見られるがそれよりも同國人の誇りとする所は、最新型戰艦ロドネー、ネルソンの二艦を有することである。米國戰艦がしきりに近代化を強調する一面の理由も、この二艦の爲であると見られてゐる。
　華府會議の盟約に基き、一九二二年同國議會の協賛を得た二艦の内、ネルソンは一九二二年十二月起工、一九二四年進水し、ロドネーはネルソンと同時に起工されたが、一九二五年三月進水した。ネルソンは大西洋艦隊長官旗艦として活躍してゐる。
　之等兩艦は世界に於ける最大戰艦であつて、排水量に於ても同國巡洋戰艦フッドを除けば、世界第一のものであるのみならず、英國としてはジャツトランド海戰以後の計畫に属する現有軍艦は、獨り此の兩艦あるのみである。
　兩艦の特色は英國が初めて採用した四〇糎口徑の新砲九門を艦の前部に集め、而も之を三個の三聯装砲塔に装備した點である。斯くの如くにして四〇糎砲は全然正尾に對する發射の機能を缺如せるも、舷側に對しては、左右共に大角度に亘りて射撃し得るは勿論、最前の二砲塔は凸字型に装備されてゐる關係上、同時に艦首方向に發射し得るのである。
　此の三聯砲塔なる式は英國としては之を主力艦に装備したのは初めての試みであるが、其他の國に於ては大戰前に先例がある。即ち米、伊及露國は之を實用したもので、新しくないばかりか、砲術上の見地からは、一般に適良なるものと認められなかつたものであつた。然るに英國は諸種の點から考へて之を計畫し、一九二一年來モニトル艦タライプに於て徹底的の實驗を行つた上、有効なるものと決定したものだといはれてゐる。
　ネルソンの四〇糎砲は一方の論者の云ふ所は艦の前方のみに巨砲を集中しあるのと、其の配列がピラミット形を成してゐるので「一つの籠に多くの卵を盛る危險」を論點とし、射界の狭いこと、詳言すれば、艦首の方向には十八門の外射撃が出來ず、艦の正尾に對しては全然射界を缺如するといふのである。併し實際の戰闘に於ては正首の發砲機會は殆ど稀にして、又正尾に追躡する敵は将來期待されぬと云はれてゐる。其の主なる理由は蓋し近來艦種の如何を問はず、水深の深淺を論ぜず、機雷の投下装置があるものと豫想されるので、各國海軍共恐らくは敵艦の航路を追躡するの愚を演じないであらうと思はれるからであらう。
　一論者の意見としては、此の配列に據るときは、近代的海軍砲の要素と云はるゝ砲身、砲架、砲塔及び彈藥供給装置等を含む莫大なる重量が、艦内で最も廣い部分に収容し得られるのと、從つて、其の防禦力も比較的堅固にすることが出來ると云ふ利益があるのみならず、砲火指揮の見地から見ても、此の方が有効であると言ふのである。
　次に副砲は十五糎砲十二門を六基の二聯装砲塔内に収め、後部上甲板の兩側に於て、三基づゝ凸字形に装備してある。
　陸奥級の十四糎砲二十門、金剛級の十五糎砲十六門、竝に米國のウエストヴアージニヤ級の十三糎砲十四門に比べると、劣つてゐるやるだが、此の外に高角砲兼用の十二糎砲六門を別に有つてゐるから、強ちさうとも言へない。尚艦尾方向には、此の副砲八門の照準が可能であるし、敵の追躡に對しては多數の薺射が行はれるから、其の威力は侮り難いものであらう。但し水雷防禦砲としては近距離に於て、直前に砲火を集中することは至難とする所である。
16. ↑  戰艦“長門 ながと”[46]　全要目{排水量32,720噸　速力23.0節　備砲 40糎砲8門 14糎砲20門 12.7糎高角砲8門　魚雷發射管6門　起工大正6年8月 竣工大正9年11月　建造所 呉海軍工廠}　長門は40糎砲といふ巨砲を世界で初めて搭載した戰艦であり、艦型に於ても從來のものを完全にノツクアウトし、列強海軍をして瞠若たらしめた艦である。從來先進列強にとかく後塵を拝せしめられてゐた帝國は一躍世界をリードする日本たることを證明したのである。新鋭長門は今や聯合艦隊主力として海軍無條約時代に備ふ我海軍たのみの艦である。戰艦は艦隊の根幹でありその價値は搭載する主砲の威力と防禦設備如何に依つて決定される。主砲は敵主力艦隊を撃滅するものであり、副砲は主として來襲する敵の輕快部隊に備へるものである。世界の七大戰艦とは、我が“陸奥”“長門” 英の“ネルソン”“ロドニー” 米の“ウエスト・ヴァジニア”“コロラド”“メリーランド”の七艦である。
17. ↑  アメリカではテネシー級戦艦（テネシー、カリフォルニア）とコロラド級3隻をビッグ・ファイブ（en:Big Five）と呼称していた[49]。
18. ↑  イギリス国王ジョージ5世の長女[51]。後日、ロドニーを建造した船台で戦艦プリンス・オブ・ウェールズ (HMS Prince of Wales) が建造され、メアリー王女の手で進水した[51]。メアリー王女は「すてきな名付子を二人持てた」と喜んでいたという[51]。
19. ↑  ○La gran Revista Naval de 1937 por la Coronacion de Jorge VI記念観艦式の説明のあるページ。参加艦艇の写真がある。
20. ↑  当時のイギリスがアジア方面に配備していた艦隊は、東インド戦隊と中国艦隊 (The China Station) で、太平洋戦争直前に東洋艦隊が新編された（イギリス海軍の艦隊および管区一覧）。
21. ↑  根據地を新嘉坡に　英太平洋艦隊新設　極東の情勢に對抗[52]【東京特電二十一日】イギリス政府では全地中海艦隊の極東集結を畫策するほか第二案として歐洲におけるイギリス海軍力を弱めることなく極東の情勢に對応すべく太平洋艦隊の新設が考究されてゐること判明した　同艦隊設置内容は本國艦隊より戰闘艦ロードネイ、ローヤル・ソヴエリンの二隻、地中海艦隊より巡洋艦フード、レパルズの二隻、アフリカ艦隊より巡洋艦ネプチューン、カナダ艦隊より巡洋艦ヨーク　エクセターの二隻、英領西印度艦隊より巡洋艦エメラルド、エンタプライズの二隻、濠洲艦隊より巡洋艦カンベラ、オーストラリアの二隻、ニュージーランド艦隊より巡洋艦アキリーズ、リーンダー二隻を以て編成し、根據地はシンガポールに設置するものと報ぜらる(各艦性能解説略)／英艦隊極東派遣反對　海相表面【ロンドン二十日發國通】
22. ↑  イギリス海軍はシャルンホルスト級（グナイゼナウ、シャルンホルスト）を巡洋戦艦と呼称してきたが、ドイツ海軍の公式分類は装甲艦 (Panzerschiff) 、すなわち戦艦である[57]。
23. ↑  アドルフ・ヒトラー総統の懸念により[60]、ドイッチュラントは1939年（昭和14年）11月15日付でリュッツオウ (Lützow) と改名していた[61]。
24. ↑  本国艦隊司令長官チャールズ・フォーブス（英語版）大将にとって不運なことに、12月4日にスコットランドのロッホ・ユー基地に帰投した際、U-31が敷設した機雷によって[70]、姉妹艦ネルソンが損傷した[71]。本国艦隊旗艦は戦艦ウォースパイトになった[24]。
25. ↑  イギリス駆逐艦グローウォーム (HMS Glowworm H92) とドイツ重巡アドミラル・ヒッパー (DKM Admiral Hipper) の間でトロンヘイム沖海戦が、巡洋戦艦レナウンとシャルンホルスト級戦艦によりロフォーテン諸島沖海戦が生起した[79]。4月13日にはウォースパイトと駆逐艦がナルヴィクに突入して大戦果を挙げた（第2次ナルヴィク海戦）[80]。
26. ↑  3月下旬、アドミラル・シェーアと重巡アドミラル・ヒッパー (Admiral Hipper) はドイツ本国に帰投し、シャルンホルスト級戦艦2隻はフランス西部のブレスト軍港に入港した[105]。
27. ↑  イギリス空軍はブレストに幾度も空襲を敢行し[106]、ドイツ戦艦2隻は機関修理と損傷修理を併せて数カ月出撃できなくなった[107][108]。
28. ↑  ハミルトン艦長の息子は、キング・ジョージ5世の対空火器管制要員であった[110]。
29. ↑  ブリタニックはカナダへ民間人を運び、帰路はカナダ軍をイギリスへ運ぶ予定であった。
30. ↑  ロドニーを護衛していた駆逐艦部隊は帰路でドイツ空軍の空襲をうけ、アイルランド南西で駆逐艦マショーナ (HMS Mashona, F59) が沈没した[118]。
31. ↑  ノーフォークは、第一巡洋艦戦隊司令官フレデリック・ウェイク・ウォーカー（英語版）少将の旗艦であった[123]。
32. ↑  最初に6本を発射[132]。ビスマルクからの至近弾で左舷魚雷発射管が使用不能になったあと、右舷発射管から2本発射[133]。
33. ↑  Reports of Proceedings 1921–1964, G.G.O. Gatacre, Nautical Press & Publications, ISBN 0-949756-02-4, pg.140、On His Majesty's Service, 1940–41, Joseph H. Wellings, http://www.ibiblio.org/anrs/docs/D/D7/1002wellings_onhismajestysservice.pdf、HMS Rodney, Iain Ballantyne, Pen & Sword Books, Yorkshire, ISBN 978-1-84415-406-7, pg.142、Killing the Bismarck, Iain Ballantyne, Pen & Sword Books, Yorkshire, ISBN 978-1-84415-983-3, pg.258–60、Pursuit: The Sinking of the Bismarck, Ludovic Kennedy, William Collins sons & Co., ISBN 0-00-211739-8。
34. ↑  ただしこれを唯一の例とする見解には異説もあり、1943年（昭和18年）12月26日の北岬沖海戦において[135]、戦艦シャルンホルストが水上魚雷発射管から魚雷1本をイギリス側の戦艦デューク・オブ・ヨークに向けて発射したと考えられている。デューク・オブ・ヨークに命中はしていないものの、これは少なくとも戦艦による敵艦へのもう一つの魚雷発射例と考えられる[136]。
35. ↑  9月27日、姉妹艦ネルソンにイタリア空軍のSM.84が投下した魚雷1本が命中した[34]。
36. ↑  ハスキー作戦には、ネルソン級2隻のほか、戦艦ウォースパイトやヴァリアント、空母インドミタブルなどが参加した[147]。
37. ↑  ロドニーでは、ローストポーク＆アップルソース＆グリーンピース＆ローストポテトおよびクリスマスプディングなどが供された[148]。